# San Mateo (Anzoátegui)
San Mateo es la capital del municipio Libertad en el estado Estado Anzoátegui. Este poblado queda en la parte centro del Estado Anzoátegui. Sus suelos del terciaro tardío. Sus terrenos son gredodosos. Se comunica con los poblados de Anaco y Barcelona.

## Fundación
Este poblado fue fundado hacia el año 1715 por el fraile franciscano Juan Moro quien organizó este poblado con aborígenes traídos de Aragua de Barcelona, orillas del Orinoco y del Llano del Guárico. Estos aborígenes eran caribes, los chacopatas y los cumanagotos. Su fundación comenzó con 30 personas que fueron bautizada por el Padre Juan Moro.

## Aborígenes
Los aborígenes que habitaron la zona durante la fundación de San Mateo no eran originarios del lugar, sino que fueron trasladados por el padre Moro. Inicialmente, la zona fue denominada Prepumtar, término que en dialecto caribe significa «aguada de cañas veradas», haciendo referencia a un arroyo que, con el paso del tiempo, se transformó en un poblado.

## Actualidad
En la actualidad, San Mateo cuenta con una población aproximada de 7 500 habitantes, mientras que el municipio en su conjunto alberga alrededor de 14 500 personas. La economía local se sustenta principalmente en actividades como la agricultura, la ganadería y el comercio de víveres y productos derivados del ganado, tales como queso y mantequilla.

## Comunicación y vialidad
El municipio posee una buena conectividad vial. San Mateo está enlazado con las ciudades de Barcelona, El Tigre y Anaco mediante la Troncal 16. Asimismo, se comunica con Maturín a través de la autopista 52. Además, una vía local conecta a El Carito, población que pertenece a su jurisdicción política, con el pueblo de Caigua, ubicado en el Municipio Simón Bolívar, mediante un paso que atraviesa la comunidad indígena Cumanagoto La Riquera.